# Ryszard Sobok
Ryszard Sobok, zwany Bestią z Walimia (ur. 19 października 1951 w Walimiu, zm. 31 marca 1984 we Wrocławiu) – polski masowy morderca, skazany na karę śmierci i powieszony za zamordowanie 11 i 12 lutego 1981 sześciu osób. Zbrodnia wstrząsnęła nie tylko społecznością lokalną, ale również trafiła na czołówki gazet w całej Polsce.

## Zbrodnia
Z bliżej niewyjaśnionych przyczyn Ryszard Sobok w dniu 11 lutego 1981 roku przy ulicy Tadeusza Kościuszki 29 w Walimiu zamordował swoją konkubinę Krystynę Nykiel (będącą w 7. miesiącu ciąży), jej 16-letnią córkę Teresę Nykiel oraz jej rocznego synka Marka Nykiela. Podobno motywem zbrodni były pogłoski mówiące o tym, jakoby Krystyna Nykiel chciała pozbyć się dziecka Ryszarda Soboka, z którym była w ciąży. Morderca po zabiciu kochanki zamordował jej dzieci. Znał je dobrze, ponieważ od jakiegoś czasu mieszkał u Krystyny Nykiel. Nie był to udany związek, często brakowało pieniędzy, a Ryszard Sobok nadużywał alkoholu. Ofiary zostały pobite, podduszone i powieszone na linkach od prania i na sznurze. Milicjanci znaleźli zwłoki kobiety (w pozycji półklęczącej) i jej małego synka (wiszące ok. 1,5 m nad podłogą) w głównej izbie mieszkania. Na strychu odkryto kolejne zwłoki, tym razem córki Krystyny Nykiel, Teresy – została ona powieszona na sznurze zamocowanym do haka znajdującego się na jednej z belek stropowych dachu. Ryszard Sobok po dokonanej zbrodni przespał się w mieszkaniu Krystyny Nykiel, nie zważając na wiszące ciała ofiar i rankiem 12 lutego 1981 roku udał się do swojego rodzinnego domu mieszczącego się przy ulicy Bocznej w Walimiu, gdzie popełnił kolejne 3 morderstwa. Najpierw zabił swojego ojca, kilkakrotnie uderzając młotkiem w jego głowę, a następnie dwójkę dzieci swojej siostry w wieku 9 i 10 lat. Ireneusz i Anna zostali powieszeni w łazience na linkach od prania przymocowanych do rur nad wanną i ubikacją. Według biegłego patologa żyli jeszcze, gdy byli wieszani.

## Śledztwo i poszukiwania
W godzinach popołudniowych siostra Ryszarda Soboka wróciła po pracy do domu, gdzie zastała zmasakrowane ciało ojca i wiszące zwłoki swoich dzieci. Podejrzenia szybko skierowano na jej brata, Ryszarda Soboka, a milicjanci ustaliwszy adres, gdzie obecnie mieszkał, odkryli wcześniejszą zbrodnię dokonaną przy ulicy Tadeusza Kościuszki 29. Na mieszkańców Walimia padł strach, gdyż morderca mógł znajdować się wszędzie. Szczególnie zagrożona była rodzina kolejnej siostry mordercy, do której – według zapisków na kartce pozostawionej przez sprawcę na stole – miał się udać. Przez trzy dni i trzy noce trwały intensywne poszukiwania, urządzono także zasadzkę w domu siostry Ryszarda Soboka, tam też rankiem 16 lutego 1981 roku mordercę schwytano. W chwili zatrzymania Ryszard Sobok miał przy sobie bagnet.

## Proces i kara
Z wyjaśnień złożonych przez Ryszarda Soboka: „Tak więc Krystynę Nykiel zabiłem, bo chciała zabić moje dziecko i mnie wypędzić... jej córkę Teresę dlatego, bo widziała jak zabiłem jej matkę i mogła to komuś powiedzieć... jej syna Marka dlatego, żeby się nie męczył i nie umarł z głodu jak zostanie sam... ojca dlatego, że nie pożyczył mi w poniedziałek pieniędzy na jedzenie i przez niego nie miałem na mleko ani na jedzenie w domu... Irka i Ankę, że rzucili się na mnie jak ja biłem ojca...”
Podczas wizji lokalnych mieszkańcy Walimia wznosili okrzyki „wydać go nam!”, obawiano się samosądu. Badania psychiatryczne nie wykazały choroby psychicznej u mordercy. Ryszard Sobok w dniu 16 czerwca 1982 roku został skazany przez ówczesny Sąd Wojewódzki w Wałbrzychu z siedzibą w Świdnicy na karę śmierci. Sąd Najwyższy wyrokiem z dnia 21 listopada 1983 roku, utrzymał wyrok kary łącznej śmierci oraz kary dodatkowej pozbawienia praw publicznych na zawsze. Rada Państwa nie skorzystała z prawa łaski. Wyrok przez powieszenie wykonano 31 marca 1984 roku w Areszcie Śledczym przy ulicy Kleczkowskiej we Wrocławiu.